# ネオドラマ
『ネオドラマ』は、1992年4月6日から1993年9月30日までテレビ朝日系列局が毎週月 - 木曜23:25 - 23:55（JST）に編成していたテレビ朝日制作の深夜における帯ドラマ枠。
1週間（4話）完結のショートシリーズが中心だった。

## 放送作品一覧
括弧内は主要キャストおよび特記事項。
- 1992年4月 - 1992年9月
  - 天使の快楽（中村あずさ、とよた真帆、高島礼子、野村宏伸、別所哲也、湯江健幸）
  - 蜜柑と月（相楽晴子）
  - ノックノック（南果歩、七瀬なつみ、天宮良）
  - ママとはじまる朝（由紀さおり、とよた真帆、宍戸錠）
  - サヨナラまでの4日間（松下由樹、杉本哲太、可愛かずみ）
  - 銀の水（永島敏行、原田貴和子）
  - ロールキャベツ（高橋ひとみ、古尾谷雅人、戸川京子）
  - 夜のほとり（喜多嶋舞、坂上かおり）
  - 気持ちいいネ!（国生さゆり、池田政典）
  - たんぽぽ・くらぶ（奥野敦士、勝村政信、中山忍）
  - みんなイッショ!!（高樹沙耶、鶴見辰吾）
  - 夏の香り（とよた真帆、渡辺典子）
  - 恋の宿題（高橋ひとみ、うじきつよし）
  - BECAUSE I LOVE YOU（裕木奈江、西尾まり、銀粉蝶、斉木しげる、高橋貴代子　　挿入歌：カラーハウス「MOVING MOUNTAIN」）
  - ベンチシート（高島礼子、沢向要士）
  - 夏の夜の留守番（深津絵里、中村れい子）
  - マタニティウォーズ（中村あずさ、茅島成美）
  - 雨にかすむ（佐倉しおり、美木良介）
  - 螢のハネムーン（鳥越まり、大高洋夫）
  - グッバイビジネス（美保純、速水亮、岡まゆみ）
- 1992年10月 - 1993年3月
  - 水辺のスケッチ（小高恵美、黒田福美）
  - 宣伝屋マリちゃん（白島靖代、奥貫薫）
  - フーライ嬢 日向子（渡辺満里奈、安永亜衣、寺泉憲）
  - 裏窓の女（小川範子、細川直美、勇静香、大河内志保、菊池かおり、長塚京三、武田真治）
  - 緑の夢（相楽晴子、うじきつよし）
  - 私の結婚 姉の再婚（若林しほ、香坂みゆき）
  - 上を向いて歩こう（広田玲央名、近藤敦、監督・脚本：天願大介）
  - Ifのふたり（国生さゆり、阿部寛）
  - 聖夜に札束（有森也実、内藤剛志、櫻井淳子、湯浅けい子）
  - 悪戯（沢口靖子、黒木瞳、杉本哲太）
  - ひとりっ娘（裕木奈江、田村高廣、深水三章、挿入歌：裕木奈江「元気出せよ」）
  - 恋の一姫二太郎（藤谷美和子、前田耕陽、挿入歌：矢野顕子「わたしたち」）
  - 白いシーツの女（斉藤慶子、相田翔子）
  - 子供のケンカ!（芳本美代子、村田雄浩）
  - リンクに燃えて（渡辺梓、梨本謙次郎、高島礼子）
  - ライバル（石野陽子、古尾谷雅人）
  - 寝た子に乾杯!（中山秀征、矢崎滋）
- 1993年4月 - 1993年9月
  - こだわりの夫婦（美保純、松尾貴史）
  - 時計仕掛け（早見優、宍戸開）
  - レッスンC（中嶋朋子、沢向要士、大沢健）
  - 想い出（つみきみほ、渡辺いっけい）
  - ラブ・アローン（田中律子、金山一彦）
  - アンバランス（白島靖代、大沢樹生、吉野真弓）
  - 運命の扉（とよた真帆、麻生祐未、渡辺裕之、加藤茶）
  - おかえりなさい（洞口依子、池田裕成、黒沢あすか、市川勇、吉田美江　脚本：岸きくみ、演出：瀧川治水）
  - 素敵な人!?（室井滋、佐藤寛之）
  - こだくさん（鳥越まり、尾美としのり、脚本：伊藤正宏・演出：永峰明）
  - スタイル（芳本美代子、宮川一朗太、藤田佳子、西尾悦子）
  - ほんとうの友達（河合美智子、横山めぐみ、亀山忍）
  - ピアスの女（中山忍、戸川京子）
  - ジョニーの夏（主演：地井武男、助演：藤田弓子／田村英里子ほか、原作：谷村志穂、脚本：小山協子、演出：瀧川治水）
  - 意地っぱり（小川範子、内藤剛志）
  - エチュード（萬田久子、古尾谷雅人、脚本：伊藤正宏・演出：永峰明）
  - 自己調査（高島礼子、阿部寛）
  - ぺ天使（中原理恵、山口仁）
  - 少女の微熱（小田茜、三浦浩一、松野有里巳、吉沢瞳）
  - 嘘っぱち（国舞亜矢、平田満、櫻井淳子、香坂みゆき）

## 枠共通スタッフ
- 企画：田辺昭知（田辺エージェンシー）
- プロデューサー：木村純一（テレビ朝日）、田辺昭知
- 制作：テレビ朝日、T's co.ltd

## 主題歌
- 1992年4月 - 1992年12月
  - Don Carlos 「Gimme Gimme Your Love」（一部のドラマ）
- 1993年1月 - 1993年6月
  - WANDS「時の扉」
  - 大黒摩季「別れましょう私から消えましょうあなたから」
- 1993年6月 - 1993年9月
  - MANISH「眠らない街に流されて」
  - DEEN「Memories」

## 備考
- この枠はローカルセールス枠のため、朝日放送などの一部の系列局は当日の時差ネット[2]、もしくはこの枠を編成していなかった[要出典]。
- 大相撲の本場所開催期間中には、『大相撲ダイジェスト』の放送があったことおよび『トゥナイト』以降の番組の3分繰り上げがあったことから休止されていた。
- この枠の廃枠からテレビ朝日における新作の帯ドラマ枠は『帯ドラマ劇場』が2017年4月に開始されるまで存在しなかった。